# Cyclisme aux Jeux sud-américains de 2014
Navigation
Medellín 2010 Cochabamba 2018
Les compétitions de cyclisme des Jeux sud-américains de 2014 se déroulent du 8 au 16 mars, à Santiago au Chili.

## Podiums

### Cyclisme sur route
| Épreuves                | Or                    | Argent                       | Bronze                      |
| ----------------------- | --------------------- | ---------------------------- | --------------------------- |
| Compétitions masculines |                       |                              |                             |
| Course en ligne         | Gonzalo Garrido Chili | Luis Felipe Laverde Colombie | Jackson Rodríguez Venezuela |
| Contre-la-montre        | Murilo Affonso Brésil | Carlos Oyarzún Chili         | Brayan Ramírez Colombie     |
| Compétitions féminines  |                       |                              |                             |
| Course en ligne         | Paola Muñoz Chili     | Jennifer César Venezuela     | Diana Peñuela Colombie      |
| Contre-la-montre        | Fernanda Souza Brésil | María Luisa Calle Colombie   | Clemilda Fernandes Brésil   |

### Cyclisme sur piste
Les compétitions se déroulent à Santiago dans le Velódromo Peñalolén, du 11 au 14 mars.
| Épreuves                | Or                                                                  | Argent                                                                                    | Bronze                                                               |
| ----------------------- | ------------------------------------------------------------------- | ----------------------------------------------------------------------------------------- | -------------------------------------------------------------------- |
| Compétitions masculines |                                                                     |                                                                                           |                                                                      |
| Keirin                  | Fabián Puerta Colombie                                              | Hersony Canelón Venezuela                                                                 | Leandro Bottasso Argentine                                           |
| Vitesse individuelle    | Fabián Puerta Colombie                                              | Hersony Canelón Venezuela                                                                 | Flávio Cipriano Brésil                                               |
| Vitesse par équipes     | Venezuela César Marcano Hersony Canelón Ángel Pulgar                | Colombie Rubén Darío Murillo Fabián Puerta Santiago Ramírez                               | Brésil Dieferson Borges Flávio Cipriano Kacio Fonseca                |
| Poursuite par équipes   | Colombie Juan Esteban Arango Arles Castro Edwin Ávila Weimar Roldán | Argentine Mauro Agostini Walter Pérez Adrián Richeze Mauro Abel Richeze Juan Darío Merlos | Venezuela Richard Ochoa Manuel Briceño Víctor Moreno Clever Martínez |
| Omnium                  | Fernando Gaviria Colombie                                           | Juan Esteban Arango Colombie                                                              | Máximo Rojas Venezuela                                               |
| Compétitions féminines  |                                                                     |                                                                                           |                                                                      |
| Keirin                  | Juliana Gaviria Colombie                                            | Daniela Larreal Venezuela                                                                 | Diana García Colombie                                                |
| Vitesse individuelle    | Daniela Larreal Venezuela                                           | Juliana Gaviria Colombie                                                                  | Diana García Colombie                                                |
| Vitesse par équipes     | Venezuela Daniela Larreal María Esthela Vilera                      | Colombie Diana García Juliana Gaviria                                                     | Brésil Gabriela Yumi Wellyda Rodrigues                               |

### VTT
| Épreuves              | Or                       | Argent                 | Bronze                        |
| --------------------- | ------------------------ | ---------------------- | ----------------------------- |
| Compétition masculine |                          |                        |                               |
| Cross-country         | Henrique Avancini Brésil | Rubens Donizete Brésil | Catriel Andrés Soto Argentine |
| Compétition féminine  |                          |                        |                               |
| Cross-country         | Agustina Apaza Argentine | Raiza Goulão Brésil    | Ángela Parra Colombie         |

### BMX
Les compétitions se déroulent à Santiago dans le parc Peñalolén (es), les 8 et 9 mars.
| Épreuves                | Or                      | Argent                      | Bronze                      |
| ----------------------- | ----------------------- | --------------------------- | --------------------------- |
| Compétitions masculines |                         |                             |                             |
| Contre-la-montre        | Carlos Oquendo Colombie | Renato Rezende Brésil       | Matías Montenegro Argentine |
| Course élite            | Renato Rezende Brésil   | Federico Villegas Argentine | Gonzalo Molina Argentine    |
| Compétitions féminines  |                         |                             |                             |
| Contre-la-montre        | Mariana Pajón Colombie  | Gabriela Díaz Argentine     | Stefany Hernández Venezuela |
| Course élite            | Mariana Pajón Colombie  | Stefany Hernández Venezuela | Gabriela Díaz Argentine     |

## Déroulement

### BMX
Les compétitions cyclistes commencent, le 8 mars, par les épreuves contre-la-montre du BMX. Les deux médaillés olympiques présents remportent chacun la médaille d'or.
La Colombienne Mariana Pajón, championne olympique à Londres s'impose facilement (de plus d'une seconde) à sa rivale argentine, Gabriela Díaz, de dix ans son aîné. Tandis que le médaillé de bronze à Londres, le Colombien Carlos Oquendo dispose moins nettement d'un autre sélectionné olympique, le Brésilien Renato Rezende. Deuxième des qualifications, le Colombien Carlos Ramírez (dixième des championnats d'Europe 2013) échoue pour un millième face à l'Argentin Matías Montenegro, pour le bronze.
Le lendemain, Mariana Pajón demeure invaincue, aussi bien dans les trois manches de qualifications qu'en finale. Alors que la Vénézuélienne Stefany Hernández, battue dans le contre-la-montre, dominée dans les manches qualificatives par Gabriela Díaz, réussit à lui souffler la médaille d'argent. Chez les hommes, Carlos Oquendo, bien que dominateur en qualifications, termine huitième de la finale, après une chute. Son dauphin de la veille, Renato Rezende s'impose de très peu face à l'Argentin Federico Villegas. Ce dernier en tête, jusqu'à la dernière ligne droite, est battue de trente centimètres. Rezende, pourtant seulement deuxième de sa série qualificative, apporte la première médaille d'or à son pays, dans la discipline du BMX. Gonzalo Molina, le plus jeune membre de la délégation argentine, complète le podium, en disposant dans l'ultime courbe du vétéran vénézuélien Jonathan Suárez, médaillé en 2006.

### Cyclisme sur route

#### 9 mars: les contre-la-montre
Le dimanche 9, les rues de Santiago sont le théâtre des épreuves contre-la-montre. Elles voient la domination de la délégation brésilienne qui glanent les deux titres.
Fernanda Souza, 32 ans, remporte la médaille d'or, en adoptant la stratégie de grimper les montées raides de la première partie du parcours, au maximum de ses capacités. Ce qui lui permet d'obtenir vingt-neuf secondes d'avance au premier temps intermédiaire sur la double tenante du titre, la Colombienne María Luisa Calle. Souza obtient le meilleur temps des douze participantes, en effectuant les vingt kilomètres de l'épreuve en 30 min 53 s 09, devançant, finalement, Calle, de dix-huit secondes et sa compatriote Clemilda Fernandes de trente-neuf secondes.
Chez les hommes, quinze prétendants se disputent le titre sur un parcours de trente-neuf kilomètres, avec arrivée et départ devant le palais de La Moneda. Les spectateurs chiliens voient leur favori, âgé de 32 ans, le local Carlos Oyarzún, et son expérience des courses européennes, se faire battre par Murilo Affonso, de dix ans son cadet. Malgré une sixième place à l'arrivée, Affonso avait été le principal protagoniste de la course Espoir des championnats panaméricains 2013. Spécialiste du contre-la-montre, Affonso, en 54 min 15 s 37, repousse Oyarzún de quarante-cinq secondes et le Colombien Brayan Ramírez, pourtant vainqueur de cette épreuve lors des précédents Jeux bolivariens, de 1 min 14 s. le Vénézuélien Yonder Godoy, troisième au premier temps intermédiaire, termine à vingt-six secondes du Colombien et de la médaille de bronze. Venu pour le titre, Carlos Oyarzún exprime son désappointement à l'arrivée, l'évènement, se déroulant chez lui, l'ayant particulièrement rendu anxieux.

#### 16 mars: les courses en ligne
La semaine suivante, les féminines inaugurent le parcours dans les rues de Santiago, avec, là aussi, départ et arrivée devant le palais de La Moneda. Trente inscrites ont à effectuer douze tours soit soixante-seize kilomètres. Les vingt-neuf au départ arpentent dix fois un premier petit circuit, où aucune échappée ne force la décision, malgré les nombreuses escarmouches. Comme dans le dixième tour où la Vénézuélienne Jennifer César prend jusqu'à trente-cinq secondes d'avance, avec quatre autres concurrentes. Puis les participantes empruntent le parcours des hommes, en terminant leur épreuve par deux tours plus longs et plus escarpés. Au onzième passage sur la ligne d'arrivée, le peloton est scindé aux deux tiers, par une cassure d'une vingtaine de secondes entre la tête des deux groupes. Un tour plus tard, treize prétendantes se disputent le titre au sprint. Lancé par les Colombiennes, Jennifer César trouve cependant l'ouverture pour terminer derrière la Chilienne Paola Muñoz. Puis suivent un trio de Colombiennes, où la médaillée de bronze est Diana Peñuela. Muñoz parachève ainsi une préparation débutée dix-huit mois plus tôt.
Puis les hommes prennent possession du circuit. Il est assez sélectif avec une montée de 2,5 km, de difficulté moyenne, suivi d'une descente rapide et dangereuse. Cent soixante-neuf kilomètres (soit treize tours) sont au programme de la dernière épreuve de cyclisme des Jeux. Quarante-cinq candidats vont se disputer le titre laissé vacant par Santiago Botero. La course se caractérise par un grand nombre d'abandons et un rythme soutenu du début à la fin. Ainsi, l'échappée décisive a lieu très tôt, puisque sur les onze coureurs enfuient dans le troisième tour, les sept premiers à l'arrivée, 3 h 20 plus tard, en sont issus. Dans le dixième tour, le Chilien Gonzalo Garrido tente de partir seul, il est rejoint par seulement deux adversaires, le Colombien Luis Felipe Laverde et le Vénézuélien Jackson Rodríguez. Ils se disputent la couleur des médailles dans un sprint très tactique, déclenché seulement dans les cinquante derniers mètres. Malgré ses quarante ans, Garrido dispose de Laverde et de Rodríguez, plus de trois minutes devant les derniers rescapés de l'échappée. Tout comme sa compagne Paola Muñoz, Garrido mène à bien un projet commencé un an et demi plus tôt.

### Cyclisme sur piste
Les compétitions se déroulent dans un nouveau vélodrome, inauguré par le président de la République Sebastián Piñera, le 1er mars. Il se situe dans le parc multisports de Peñalolén, à Santiago. Les travaux de construction ont démarré en septembre 2012. Avec un coût de l'ordre d'une vingtaine de millions de dollars, cette infrastructure sportive a été le plus gros investissement de l'État chilien pour ces Jeux. Elle est considérée comme la plus moderne d'Amérique latine, avec une piste en bois de 250 mètres, assez similaire à celle utilisée lors des Jeux de Londres. D'une capacité de mille six cents spectateurs, le vélodrome s'étend sur 9 700 m2. La fédération cycliste chilienne a donné la possibilité aux coureurs engagés aux Jeux de s'entraîner sur la piste, dès le 13 janvier.

#### 11 mars: vitesse par équipes masculine et vitesse individuelle féminine
La première session de compétition dans le nouveau vélodrome commence par les qualifications de la vitesse par équipes masculine et celles de la vitesse individuelle féminine. Onze concurrentes participent au 200 m lancé, pour obtenir une des huit places en quarts de finale. La sélectionnée olympique colombienne Juliana Gaviria réalise le meilleur temps, devançant les expérimentées Daniela Larreal et Diana García. Les quarts de finale se terminent en deux manches sèches, les quatre premières des qualifications se retrouveront en demi-finales, en soirée. Elles seront le théâtre de deux duels Colombie - Venezuela.
L'épreuve masculine verra les deux mêmes sélections se disputer la médaille d'or. Six équipes disputent les qualifications. Les sélections colombienne et vénézuélienne réalisent les deux meilleurs temps et se disputeront le titre, le soir même. Malgré un record national battu, la formation brésilienne concourra face à celle d'Argentine, pour la médaille de bronze.
Lors de la session nocturne, entre les deux manches des demi-finales de la vitesse féminine, se déroule la première finale de cyclisme sur piste des Jeux. En finale de la vitesse par équipes masculine, les Vénézuéliens prennent le dessus sur leurs rivaux colombiens, déconcentrés par un faux-départ. Le trio, composé de César Marcano, de Hersony Canelón et d'Ángel Pulgar, améliore son temps du matin de deux dixièmes. Le deuxième relayeur crée une différence qui permet à son équipe de s'imposer avec soixante-cinq millièmes d'avance et d'offrir la première médaille d'or des Jeux à la délégation vénézuélienne de cyclisme. Auparavant, les Brésiliens s'octroyaient la médaille de bronze, à l'issue d'une course spectaculaire. Ils réussissent à combler un retard, accumulé en début de course, à la suite d'un démarrage peu orthodoxe.
Chez les femmes, Juliana Gaviria ne conquiert pas l'or pour la Colombie, pourtant favorite pour les deux titres décernés, ce jour. En demi-finales, aucune surprise n'est à constater. Les deux meilleurs temps des qualifications s'imposent à leurs adversaires en deux manches sèches. Une demi-heure plus tard, le match pour la médaille de bronze oppose la Colombienne García à la Vénézuélienne Marynes Prada, facilement battue en deux manches. Tandis que Larreal s'impose au bout du suspense et de la troisième manche. En finale pour le titre, à égalité après les deux premiers sprints, Gaviria prend l’initiative de lancer le troisième emballage, mais se fait déborder dans les derniers mètres. Le Venezuela s'offre ainsi les deux médailles d'or en jeu. Le match pour la cinquième place avait vu les Brésiliennes Gabriela Yumi et Wellyda Rodrigues finir aux deux premières places et infirmer les résultats des qualifications.

#### 12 mars: poursuite par équipes masculine, vitesse par équipes féminine et qualifications de la vitesse individuelle masculine
Comme la veille, des épreuves qualificatives sont au programme de la session matinale. Cinq formations se disputent les places en finale de la poursuite par équipes masculine. Pour un dixième, le quatuor local est éliminé, alors qu'il était deuxième jusqu'au dernier mille mètres. De même, malgré le meilleur temps sur les deux premiers kilomètres, le quartette brésilien disputera la médaille de bronze aux Vénézuéliens, qui ont battu leur record national. Tandis qu'avec 4 min 5 s 427, un chrono inférieur de plus de trois secondes aux Argentins, la formation colombienne réalise le meilleur temps et leur sera opposé pour le titre.
Cinq paires se disputent les quatre places disponibles en finales de la vitesse par équipes féminines. En réalisant un temps supérieur de plus d'une seconde au duo chilien, les deux Argentines sont éliminées. Les représentantes locales disputeront la troisième marche du podium aux Brésiliennes. Alors que les trois premières de la vitesse individuelle se disputeront le titre. Les Colombiennes García et Gaviria réalisent le meilleur temps en 34 s 688 et affronteront Larreal associée à María Esthela Vilera.
La soirée commence avec le 200 m lancé qui sert de qualifications pour la vitesse individuelle masculine. Quatorze participants cherchent une des douze places en huitièmes de finale. Trois coureurs descendent sous les dix secondes. Le Colombien Fabián Puerta réalise le meilleur temps en 9 s 811, devançant Hersony Canelón et son compatriote Santiago Ramírez.
Les premières finales de la session nocturne sont celles de la vitesse par équipes féminine. Les Brésiliennes sont opposées aux Chiliennes, pour la médaille de bronze. À la suite d'un faux-départ, le starting-block n'est pas retirée de la piste. N'ayant pas entendu les ordres des commissaires de course, la représentante locale Estefanía Núñez, lancée à pleine vitesse, réussit à éviter l'obstacle, à la différence d'Irene Aravena, calée dans sa roue. Concentrée sur son effort, elle ne peut éviter la collision. Après de longues minutes, elle est relevée avec une fracture ouverte du genou gauche et du pouce droit, . Choquée, Núñez décide de ne pas prendre un second départ avec une remplaçante, laissant le bronze à leurs adversaires, sans combattre. Cette médaille valide, cependant, les longues semaines de travail que les Brésiliennes se sont imposées, au Centre mondial du cyclisme, à Aigle. Pour le titre, le duo vénézuélien, reformé pour la première fois depuis les Jeux de Londres, après la retraite de Larreal et la méforme de Vilera, s'impose. Après, selon cette dernière, un deuxième temps des qualifications en raison d'un problème de synchronisation avec le starter, en finale, en retard après le premier relais, la paire réussit à battre les Colombiennes, par une marge réduite de quarante-sept millièmes.
Puis suivent les finales de la poursuite par équipes hommes. Vénézuéliens et Brésiliens battent leur record national mais c'est les Criollos qui s'emparent de la médaille de bronze. Pour le titre, l'équipe argentine est modifiée avec l'intégration de Mauro Abel Richeze à la place de Juan Darío Merlos. Cependant, les Colombiens font parler leur expérience. Bien qu'en retard jusqu'au pointage du deuxième kilomètre, ils mettent près de cinq secondes de moins que leurs rivaux dans la seconde partie, pour s'imposer. Juan Esteban Arango, Edwin Ávila, Arles Castro et Weimar Roldán, déjà titrés ensemble, il y a quatre ans, abaissent leur chrono du matin de deux secondes.
Les épreuves de vitesse individuelle terminent la deuxième journée de compétition. Sur une seule manche, se disputent les six séries des huitièmes de finale. Cinq des six meilleurs temps du matin se qualifient sans coup férir, seul l'Argentin Leandro Bottasso est déclassé après un sprint irrégulier. Moins d'une demi-heure plus tard, les six perdants closent les débats par les repêchages de ces huitièmes. Bottasso dispose de deux prétendants pour rejoindre les quarts de finale, tout comme le Brésilien Kacio Fonseca, dans l'autre série.

#### 13 mars: keirin féminin, finales de la vitesse individuelle masculine et début de la course omnium masculine
Le premier tour du keirin féminin commence la cinquième session. Onze concurrentes sont réparties en deux séries. Les deux premières de chacune d'entre elles sont qualifiées automatiquement pour la finale. Dans la première course, Diana García s'impose devant Marynés Prada. Elles se qualifient, en compagnie de Daniela Larreal, vainqueur de la seconde, et de Juliana Gaviria. Les deux séries de repêchages qui ont lieu entre les deux premières manches des quarts de finale de la vitesse masculine voient les vainqueurs, l'Argentine Mariela Delgado et Wellyda Rodrigues rejoindre la finale.
Trois des quatre premiers temps des qualifications de la vitesse masculine se qualifient pour les demi-finales, en deux rounds. Seul Santiago Ramírez échoue, il est battu en trois manches par le Surinamien Jair Tjon En Fa.
Avant la belle de ce dernier duel, les douze prétendants au titre de la course omnium ont disputé leur tour lancé (sur une distance de 250 m), première de leurs six épreuves. Le sélectionné olympique Juan Esteban Arango réalise le meilleur temps devant son compatriote Fernando Gaviria. Le Vénézuélien Máximo Rojas, actuel champion panaméricain de la course aux points, termine quatrième.
La troisième soirée commence par la première manche des demi-finales de la vitesse hommes. La hiérarchie du 200 m lancé est respectée. Fabián Puerta, meilleur temps, dispose de Flávio Cipriano, quatrième, la veille. Tandis qu'Hersony Canelón, deuxième, prend le dessus sur Jair Tjon En Fa, sixième. Cinquante minutes plus tard, la deuxième manche confirme les résultats. Le match pour le titre sera encore l'occasion d'un duel Colombie-Venezuela, tandis que le bronze proposera une confrontation Brésil - Suriname.
Entre-temps, la course aux points, deuxième épreuve de l'omnium, a pris place sur la piste du vélodrome. Impliqué dans une chute, le favori de la course, Arango, perd deux tours et se classe finalement neuvième. Malgré la perte d'un tour, Gaviria s'impose devant Rojas et l'Équatorien Leónidas Novoa. Le Colombien prend la tête de la compétition devant le Vénézuélien.
Les premières finales de la journée, celles du keirin féminin, sont programmées à la suite. La finale pour la septième place met aux prises seulement trois concurrentes, après les forfaits des deux Chiliennes. Gabriela Yumi s'impose. Pour le titre, comme en vitesse individuelle, les trois mêmes concurrentes se hissent sur le podium. Diana García doit se contenter une nouvelle fois de la médaille de bronze, départagée par la photo-finish de Wellyda Rodrigues. Alors que Juliana Gaviria, battue en finale de la vitesse, au premier tour du keirin, prend sa revanche sur la quadragénaire Daniela Larreal et s'octroie l'or.
La troisième épreuve de l'omnium masculin, la course à l'élimination s'intercale entre le match de classement et les finales de la vitesse masculine. Máximo Rojas est le seul à ne pas se faire éliminer. Il domine son ultime contradicteur le Brésilien Gideoni Monteiro. Rojas prend ainsi la tête du classement provisoire de l'omnium. Avec sept points, il devance Gaviria de deux, Mauro Richeze de sept et Arango de huit points.
En vitesse individuelle, dans le match pour la cinquième place, le Brésilien Kacio Fonseca prend le meilleur sur ses concurrents. Dans les finales, Flávio Cipriano obtient dans sa spécialité une médaille de bronze, disposant en deux manches de son contradicteur Jair Tjon En Fa. L'entrée du Surinamien dans les quatre meilleurs sprinters d'Amérique du Sud satisfait amplement la presse de son pays. Tandis que le match pour le titre est plus disputé, Hersony Canelón remporte les deux premières manches. Mais une réclamation de la délégation colombienne, pour sprint irrégulier donne la victoire dans la seconde à Fabián Puerta. Celui-ci s'empresse de valider son avantage, dans l'ultime sprint pour s'adjuger l'or.

#### 14 mars: keirin masculin et fin de la course omnium masculine
La dernière matinée de compétition sur le vélodrome débute par le premier tour du keirin masculin. Comme chez les femmes, deux séries qualifient deux hommes en finale. Dans la première, Kacio Fonseca passe le premier tour, en remportant la course devant Fabián Puerta, les cinq autres concurrents étant reversés en repêchages. Dans la seconde, Hersony Canelón se qualifie avec Santiago Ramírez, laissant les quatre autres sprinters en rattrapages. Les deux séries de repêchages qualifient un seul coureur. Elles voient Leandro Bottasso et Flávio Cipriano prendre le dessus sur leurs challengers.
Entre les deux phases du keirin, s'est déroulée la poursuite individuelle, quatrième volet de la course omnium. Arango remit de sa chute, a dominé l'épreuve, s'imposant avec plus de trois secondes d'avance sur Monteiro et plus de cinq sur Gaviria. Ce dernier reprend la tête de la compétition avec douze unités. Rojas est à trois points, Arango à quatre. Monteiro remonte à la quatrième place.
L'ultime session de compétition des Jeux commence par la course scratch, cinquième épreuve de l'omnium. Le Chilien Luis Mansilla réussit à prendre un tour à ses adversaires et s'impose. Pour la deuxième place, Gaviria domine au sprint Monteiro et renforce sa position au classement général. Rojas reste son second mais le Brésilien rejoint Arango à la troisième place provisoire.
Les dernières finales au programme des sprinters prennent la suite. La course pour la septième place du keirin masculin voit la victoire d'Ángel Pulgar, devant Jair Tjon En Fa. Pour la médaille d'or, le sprint offre un nouveau duel entre le vice-champion du monde de la spécialité, Fabián Puerta et Hersony Canelón. Le Colombien, cette fois encore, domine le Vénézuélien. Pour la troisième médaille, elle échoit au cou de Leandro Bottasso, devançant les deux Brésiliens Fonseca et Cipriano.
Le kilomètre est la dernière épreuve de la course omnium masculine mais aussi la dernière compétition de cyclisme sur piste des Jeux. Juan Esteban Arango remporte sa troisième victoire dans cet omnium et ravit la médaille d'argent à Máximo Rojas (qui doit se contenter du bronze). Le champion panaméricain 2013, Fernando Gaviria, deuxième du kilomètre, s'octroie la médaille d'or. Tandis que Gideoni Monteiro, seulement septième de l'ultime épreuve, reste au pied du podium.

### VTT
Les deux courses au programme des Jeux sont programmées dans la matinée du samedi 15. Le circuit est dessiné sur la colline de San Cristóbal, à Santiago. Le parcours développe 4,36 km.
Les premières à s'élancer sont les dix candidates au titre. Le départ est donné à neuf heures (heure locale) pour cinq tours, soit vingt-deux kilomètres. L'Argentine Agustina Apaza ne laisse aucune place au suspens, dominant la course du début à la fin, prenant la tête de la course dans le premier tour, pour ne plus la lâcher. Elle réalise le meilleur temps à chacune des quatre premières révolutions et s'impose avec près de trois minutes d'avance. La médaille d’argent est, en revanche, beaucoup plus disputée. Après un départ rapide, la Brésilienne Isabella Lacerda prend la tête de la course puis, après une chute sans gravité, se retrouve deuxième, deux tours durant. Mais une crevaison l'a fait rétrograder au sixième rang final. Un temps derrière Lacerda, sa compatriote Raiza Goulão et la Colombienne Ángela Parra roulent ensemble, durant trois tours. Dans le quatrième, Goulão chute et endommage son matériel, Parra semble, alors, avoir pris un avantage décisif. Pourtant, malgré un refroidissement le handicapant quelque peu, l'auriverde profite du dernier tour, pour refaire son retard et prendre le dessus sur sa concurrente, en perte de régime. Parra est néanmoins satisfaite avec cette médaille, qui lui avait échappée quatre ans plus tôt, à cause d'une chute. Dès l'élimination de Lacerda de la course aux médailles, les trois récipiendaires s'étaient assurées une place sur le podium, en distançant, irrémédiablement, les autres concurrentes. La première d'entre elles, l'Équatorienne Alexandra Serrano, quatrième, finit à 3 min 29 s de la Colombienne et à plus de six minutes du titre. Agustina Apaza, avec sa victoire, offre une qualification directe pour une Vttiste argentine aux prochains Jeux panaméricains de Toronto.
Deux heures après le départ des femmes est donné celui des hommes. Les organisateurs rajoutent un tour à la distance des dames, soit environ 26,4 km à parcourir. Dix prétendants s'affrontent sur un circuit très technique et se disputent le titre en l'absence du tenant, le Colombien Leonardo Páez, surement le meilleur Vttiste américain, qui poursuit sa carrière en Europe. Ses compatriotes Fabio Castañeda et Jhonnatan Botero, du fait de leur expérience des compétitions sur le Vieux Continent paraissent les favoris. Pourtant l'issue de la course voit un doublé des Brésiliens Henrique Avancini et Rubens Donizete. Après un départ prudent, ceux-ci effectuent un travail d'équipe pour éliminer la concurrence. Ils se disputent le titre dans le dernier tour, une fois écarté leur dernier contradicteur. En début de course, Fabio Castañeda prend la tête de la compétition, en compagnie de l'Argentin Catriel Andrés Soto et de Jhonnatan Botero. Il reste avec les meilleurs pendant deux tours, avant de rétrograder régulièrement jusqu'à sa cinquième place finale. Lors du quatrième tour avec Botero, ils avaient tenter d'unir leurs efforts pour rejoindre le podium, sans succès. Soto qui avait pris le relais de Castañeda, en première position, se fait rattraper par le duo brésilien, dans le troisième tour, où ceux-ci produisent leur effort conjointement. L'Argentin les accompagne un temps dans leur attaque, avant d'être contraint de les laisser partir dans le cinquième. Il se console toutefois avec la médaille de bronze. À deux kilomètres de l'arrivée, Donizete, perclus de crampes, doit laisser son coéquipier Avancini partir à la conquête du titre.

## Tableau des médailles
| Rang  | Nation    | Or | Argent | Bronze | Total |
| ----- | --------- | -- | ------ | ------ | ----- |
| 1     | Colombie  | 8  | 6      | 5      | 19    |
| 2     | Brésil    | 4  | 3      | 4      | 11    |
| 3     | Venezuela | 3  | 5      | 4      | 12    |
| 4     | Chili     | 2  | 1      | 0      | 3     |
| 5     | Argentine | 1  | 3      | 5      | 9     |
| Total | Total     | 18 | 18     | 18     | 54    |

## Bilan sportif
Les sélections de Colombie totalise dix-neuf médailles dont huit en or, ce qui permet à la délégation de terminer en tête des bilans. Elle est suivie par le Brésil, nouvelle nation forte du cyclisme sud-américain, en pleine préparation de "ses" Jeux olympiques. Il devance une autre nation traditionnelle du sport cycliste, le Venezuela (au nombre de médailles d'or). Seules cinq nations ont été récompensées sur les quatorze présentes aux Jeux sud-américains.
Sur le plan individuel, trois coureurs obtiennent deux titres, la Vénézuélienne Daniela Larreal et les Colombiens Mariana Pajón et Fabián Puerta. Larreal et Puerta ont, en outre, décroché une médaille d'argent. Trois autres pistards repartent de Santiago, avec trois récompenses, les Colombiennes Diana García et Juliana Gaviria et le Vénézuélien Hersony Canelón.